# Red Socio Empleo
Red Socio Empleo es un proyecto emblemático del Ministerio del Trabajo de la república del Ecuador, constituye una red de oficinas a nivel nacional cuyo sitio web facilita los procesos de reclutamiento y selección de personal de forma gratuita. La red ofrece capacitación especializada a quienes se encuentran en situación vulnerable y quienes quieran encontrar empleo.

## Servicios
- Registro gratuito de la hoja de vida en el portal web de los usuarios para la aplicar a las vacantes disponibles.
- El servicio para los empleadores es el envío inmediato de hojas de vida, terna y proceso integral de selección además de pruebas de personalidad y aptitud.
- Las personas registradas en la Red Socio Empleo También reciben capacitación gratuita, con el fin de garantizar su desempeño.